# Joaçaba (microregio)
Joaçaba is een van de 20 microregio's van de Braziliaanse deelstaat Santa Catarina. Zij ligt in de mesoregio Oeste Catarinense en grenst aan de microregio's Palmas (PR), União da Vitória (PR), Canoinhas, Curitibanos, Sananduva (RS), Concórdia en Xanxerê. De microregio heeft een oppervlakte van ca. 9.136 km². In 2007 werd het inwoneraantal geschat op 311.373.
Zevenentwintig gemeenten behoren tot deze microregio:
- Água Doce
- Arroio Trinta
- Caçador
- Calmon
- Capinzal
- Catanduvas
- Erval Velho
- Fraiburgo
- Herval d'Oeste
- Ibiam
- Ibicaré
- Iomerê
- Jaborá
- Joaçaba
- Lacerdópolis
- Lebon Régis
- Luzerna
- Macieira
- Matos Costa
- Ouro
- Pinheiro Preto
- Rio das Antas
- Salto Veloso
- Tangará
- Treze Tílias
- Vargem Bonita
- Videira

Mesoregio's: Grande Florianópolis · Norte Catarinense · Oeste Catarinense · Serrana · Sul Catarinense · Vale do Itajaí

Microregio's: Araranguá · Blumenau · Campos de Lages · Canoinhas · Chapecó · Concórdia · Criciúma · Curitibanos · Florianópolis · Itajaí · Ituporanga · Joaçaba · Joinville · Rio do Sul · São Bento do Sul · São Miguel do Oeste · Tabuleiro · Tijucas · Tubarão · Xanxerê